# День

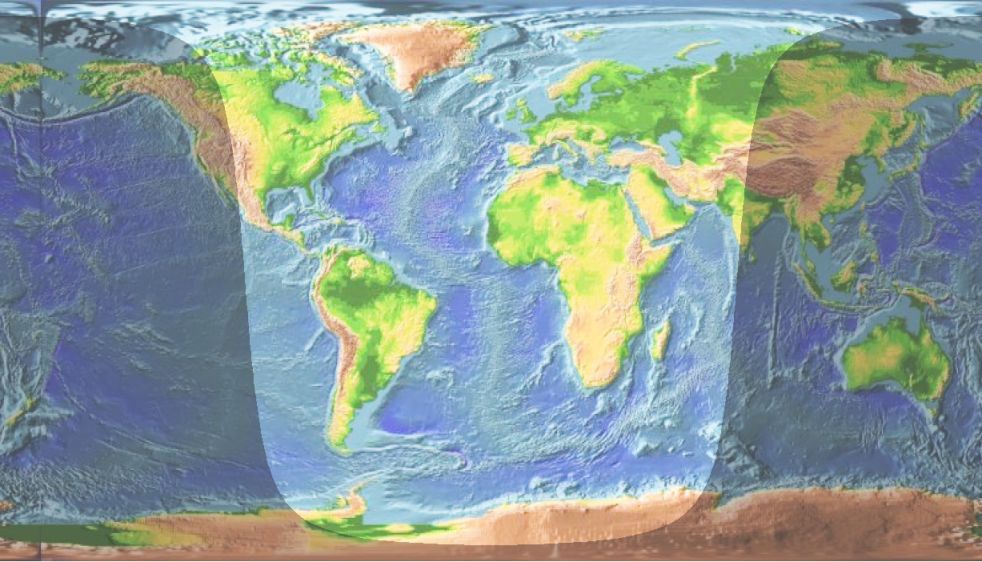
День на Земле (2 апреля в 13:00 UTC). Ночная и дневная области разделены терминатором. Северная зона вблизи полюса постоянно освещена (полярный день), южная — постоянно затенена (полярная ночь)

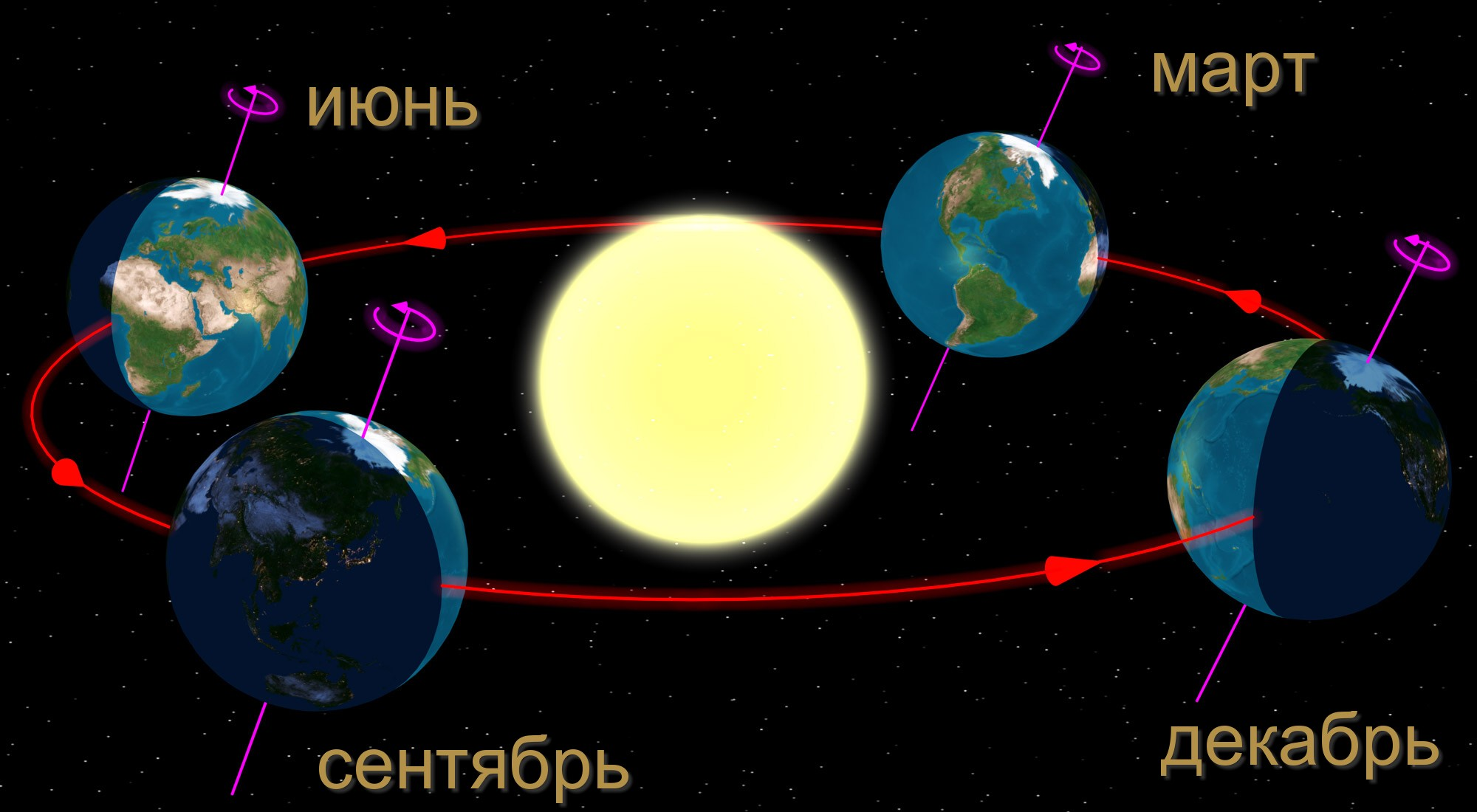
Положение Земли на орбите в моменты: летнего солнцестояния (июнь), зимнего солнцестояния (декабрь), осеннего равноденствия (сентябрь) и весеннего равноденствия (март)

День — промежуток времени от восхода до захода солнца. Также слово «день» может использоваться как синоним слова «сутки».
В ряде финно-угорских языков, например в марийском, понятия «день» и «солнце» обозначаются одним и тем же словом.
Длительность дня зависит от географической широты пункта наблюдения и времени года. Изменение длительности дня в течение года является следствием наклона плоскости экватора Земли к плоскости эклиптики, который составляет примерно 23,4°. При годовом движении Земли вокруг Солнца видимое положение Солнца перемещается из южного полушария небесной сферы в северное и, соответственно, изменяется полуденная высота Солнца над горизонтом.
В Северном полушарии наиболее коротким днём является день зимнего солнцестояния, наиболее длинным — день летнего солнцестояния, при весенних и осенних равноденствиях длительности дня и ночи — равны.
В пределах полярных кругов длительность дня в летний период превышает сутки, это явление получило название «полярного дня». Длительность полярного дня максимальна на полюсах Земли и составляет более шести месяцев (на Северном полюсе — примерно с 18 марта по 26 сентября).
В России слово «день» применялось для уточнения времени суток в 12-часовом формате, но нет сведений о законодательно установленных границах этого интервала. Так, в расписаниях движения пассажирских поездов 1921 года указаны часы отхода из Москвы (приведены крайние значения для дневных поездов, формат указания времени сохранён): от «12—00 д.» до «5—45 д.», то есть от 12:00 до 17:45.